# Mitropapokal 1968/69
Der Mitropapokal 1968/69 war die 29. Auflage des Fußballwettbewerbs. Inter Bratislava gewann das in Hin- und Rückspiel ausgetragene Finale gegen Sklo Union Teplice.

## Achtelfinale
Die Spiele fanden vom 13. November 1968 bis zum 18. Februar 1969 statt.
|                    | Gesamt    |                      | Hinspiel | Rückspiel |
| ------------------ | --------- | -------------------- | -------- | --------- |
| Budapest Honvéd    | 0:2       | Željezničar Sarajevo | 0:1      | 0:1       |
| Tatabányai Bányász | 3:6       | Sklo Union Teplice   | 3:3      | 0:3       |
| Wiener Sport-Club  | (a)2:2(a) | US Cagliari          | 1:0      | 1:2       |
| Inter Bratislava   | 3:1       | SSC Palermo          | 3:0      | 0:1       |
| Vasas SC           | 6:4       | Sturm Graz           | 4:3      | 2:1       |
| Atalanta Bergamo   | 3:9       | Roter Stern Belgrad  | 2:4      | 1:5       |
| Vardar Skopje      | 2:5       | Admira Wien          | 2:2      | 0:3       |
| Baník Ostrava      | 5:3       | Hajduk Split         | 4:1      | 1:2       |

## Viertelfinale
Die Spiele fanden vom 20. März bis zum 30. April 1969 statt.
|                      | Gesamt    |                    | Hinspiel | Rückspiel |
| -------------------- | --------- | ------------------ | -------- | --------- |
| Željezničar Sarajevo | 5:1       | Baník Ostrava      | 1:1      | 4:0       |
| Roter Stern Belgrad  | 3:5       | Vasas SC           | 1:2      | 2:3       |
| Wiener Sport-Club    | 1:3       | Sklo Union Teplice | 1:1      | 0:2       |
| Admira Wien          | (a)3:3(a) | Inter Bratislava   | 2:2      | 1:1       |

## Halbfinale
Die Spiele fanden vom 7. Mai bis zum 28. Mai 1969 statt.
|                      | Gesamt |                    | Hinspiel | Rückspiel |
| -------------------- | ------ | ------------------ | -------- | --------- |
| Inter Bratislava     | 3:2    | Vasas SC           | 2:2      | 1:0       |
| Željezničar Sarajevo | 2:3    | Sklo Union Teplice | 1:1      | 1:2       |

## Finale
Das Hinspiel fand am 21. Juni, das Rückspiel am 3. Juli 1969 statt.
|                  | Gesamt |                    | Hinspiel | Rückspiel |
| ---------------- | ------ | ------------------ | -------- | --------- |
| Inter Bratislava | 4:1    | Sklo Union Teplice | 4:1      | 0:0       |